# Zanesville (Ohio)
Zanesville és una població dels Estats Units a l'estat d'Ohio. Segons el cens del 2000 tenia 25.586 habitants.

## Demografia
Segons el cens del 2000, Zanesville tenia 25.586 habitants, 10.572 habitatges, i 6.438 famílies. La densitat de població era de 878,9 habitants per km².
Dels 10.572 habitatges en un 30,7% hi vivien nens de menys de 18 anys, en un 38,5% hi vivien parelles casades, en un 18% dones solteres, i en un 39,1% no eren unitats familiars. En el 33,4% dels habitatges hi vivien persones soles el 14,5% de les quals corresponia a persones de 65 anys o més que vivien soles. El nombre mitjà de persones vivint en cada habitatge era de 2,36 i el nombre mitjà de persones que vivien en cada família era de 2,99.
Per edats la població es repartia de la següent manera: un 26,8% tenia menys de 18 anys, un 9,5% entre 18 i 24, un 27,8% entre 25 i 44, un 20,5% de 45 a 60 i un 15,5% 65 anys o més.
L'edat mediana era de 35 anys. Per cada 100 dones de 18 o més anys hi havia 79,3 homes.
La renda mediana per habitatge era de 26.642 $ i la renda mediana per família de 31.932 $. Els homes tenien una renda mediana de 27.902 $ mentre que les dones 20.142 $. La renda per capita de la població era de 15.192 $. Aproximadament el 19,3% de les famílies i el 22,4% de la població estaven per davall del llindar de pobresa.

## Poblacions més properes
El següent diagrama mostra les poblacions més properes.